# Lányi Viktor Géza
Lányi Viktor Géza, született Lányi Géza Ernő (Rákosfalva, 1889. augusztus 6. – Brüsszel, 1962. október 19.) magyar zeneszerző, író, műfordító. Lányi Ernő zeneszerző fia, Lányi Sarolta költő testvére.

## Élete
Lányi Ernő és Dombay Erzsébet fia. Tanulmányait a Pázmány Péter Tudományegyetemen és 1913–14-ben a Zeneakadémián végezte. Az első világháború kitörésekor be kellett vonulnia katonának.
1910-től a Pesti Hírlap zenekritikusa volt, de írásai megjelentek a Nyugat című folyóiratban és a Zenei Szalonban is. A Tanácsköztársaság idején Reinitz Béla mellett dolgozott, ezért a Tanácsköztársaság bukásakor börtönbe került. 1921-ben Nagy Endre kabaréjának zenei vezetője lett. 1924-től a Terézkörúti Színpad zenei vezetője volt. Petőfi Sándor, Vajda János, Csokonai Vitéz Mihály, Arany János verseire írt dalokat. 1926-tól a Városi Színház opera-főrendezője volt. 1931-től ismét a Pesti Hírlap kritikusa lett. A második világháború után az Új Szó munkatársa volt.
Felesége Fodor Erzsébet volt, akit 1916. augusztus 22-én Budapesten vett nőül.

## Műfordításai
- Fidelio
- Faust
- Don Carlos
- Traviata
- Lohengrin
- A Nibelung gyűrűje
- Parsifal
- A bűvös vadász
- Peter Grimes
- Ilyenek a nők

Fordította még Balzac, Louis Aragon, Dumas, Flaubert, Anatole France, André Gide, Hugo von Hofmannsthal, Victor Hugo, Gottfried Keller, Heinrich Mann, Thomas Mann, Maupassant, André Maurois műveit is.

## Írásai
- A 25 éves mozi (Budapest, 1920)
- Operakalauz (Budapest, 1937)
- Hungária zenei lexikon (szerkesztette, 1945) → elektronikus elérhetőség